# 1942年
1942年（1942 ねん）は、西暦（グレゴリオ暦）による、木曜日から始まる平年。昭和17年。

## 他の紀年法
- 干支：壬午（みずのえ うま）
- 日本（月日は一致）
  - 昭和17年
  - 皇紀2602年
- 中国（月日は一致）
  - 中華民国：中華民国31年
  - 満洲国・康徳9年
- 朝鮮（月日は一致）
  - 檀紀4275年
  - 主体31年
- 阮朝（ベトナム）（月日は一致）
  - 保大16年11月15日 - 保大17年11月24日
- 仏滅紀元：2484年 - 2485年
- イスラム暦：1360年12月13日 - 1361年12月22日
- ユダヤ暦：5702年4月12日 - 5703年4月23日
- 修正ユリウス日(MJD)：30360 - 30724
- リリウス日(LD)：131201 - 131565

※檀紀は、大韓民国で1948年に法的根拠を与えられたが、1962年からは公式な場では使用されていない。

※主体暦は、朝鮮民主主義人民共和国で1997年に制定された。

## カレンダー
| 1月 |    |    |    |    |    |    |
| 日  | 月 | 火 | 水 | 木 | 金 | 土 |
|     |    |    |    | 1  | 2  | 3  |
| 4   | 5  | 6  | 7  | 8  | 9  | 10 |
| 11  | 12 | 13 | 14 | 15 | 16 | 17 |
| 18  | 19 | 20 | 21 | 22 | 23 | 24 |
| 25  | 26 | 27 | 28 | 29 | 30 | 31 |
|     |    |    |    |    |    |    |

| 2月 |    |    |    |    |    |    |
| 日  | 月 | 火 | 水 | 木 | 金 | 土 |
| 1   | 2  | 3  | 4  | 5  | 6  | 7  |
| 8   | 9  | 10 | 11 | 12 | 13 | 14 |
| 15  | 16 | 17 | 18 | 19 | 20 | 21 |
| 22  | 23 | 24 | 25 | 26 | 27 | 28 |
|     |    |    |    |    |    |    |

| 3月 |    |    |    |    |    |    |
| 日  | 月 | 火 | 水 | 木 | 金 | 土 |
| 1   | 2  | 3  | 4  | 5  | 6  | 7  |
| 8   | 9  | 10 | 11 | 12 | 13 | 14 |
| 15  | 16 | 17 | 18 | 19 | 20 | 21 |
| 22  | 23 | 24 | 25 | 26 | 27 | 28 |
| 29  | 30 | 31 |    |    |    |    |
|     |    |    |    |    |    |    |

| 4月 |    |    |    |    |    |    |
| 日  | 月 | 火 | 水 | 木 | 金 | 土 |
|     |    |    | 1  | 2  | 3  | 4  |
| 5   | 6  | 7  | 8  | 9  | 10 | 11 |
| 12  | 13 | 14 | 15 | 16 | 17 | 18 |
| 19  | 20 | 21 | 22 | 23 | 24 | 25 |
| 26  | 27 | 28 | 29 | 30 |    |    |
|     |    |    |    |    |    |    |

| 5月 |    |    |    |    |    |    |
| 日  | 月 | 火 | 水 | 木 | 金 | 土 |
|     |    |    |    |    | 1  | 2  |
| 3   | 4  | 5  | 6  | 7  | 8  | 9  |
| 10  | 11 | 12 | 13 | 14 | 15 | 16 |
| 17  | 18 | 19 | 20 | 21 | 22 | 23 |
| 24  | 25 | 26 | 27 | 28 | 29 | 30 |
| 31  |    |    |    |    |    |    |
|     |    |    |    |    |    |    |

| 6月 |    |    |    |    |    |    |
| 日  | 月 | 火 | 水 | 木 | 金 | 土 |
|     | 1  | 2  | 3  | 4  | 5  | 6  |
| 7   | 8  | 9  | 10 | 11 | 12 | 13 |
| 14  | 15 | 16 | 17 | 18 | 19 | 20 |
| 21  | 22 | 23 | 24 | 25 | 26 | 27 |
| 28  | 29 | 30 |    |    |    |    |
|     |    |    |    |    |    |    |

| 7月 |    |    |    |    |    |    |
| 日  | 月 | 火 | 水 | 木 | 金 | 土 |
|     |    |    | 1  | 2  | 3  | 4  |
| 5   | 6  | 7  | 8  | 9  | 10 | 11 |
| 12  | 13 | 14 | 15 | 16 | 17 | 18 |
| 19  | 20 | 21 | 22 | 23 | 24 | 25 |
| 26  | 27 | 28 | 29 | 30 | 31 |    |
|     |    |    |    |    |    |    |

| 8月 |    |    |    |    |    |    |
| 日  | 月 | 火 | 水 | 木 | 金 | 土 |
|     |    |    |    |    |    | 1  |
| 2   | 3  | 4  | 5  | 6  | 7  | 8  |
| 9   | 10 | 11 | 12 | 13 | 14 | 15 |
| 16  | 17 | 18 | 19 | 20 | 21 | 22 |
| 23  | 24 | 25 | 26 | 27 | 28 | 29 |
| 30  | 31 |    |    |    |    |    |
|     |    |    |    |    |    |    |

| 9月 |    |    |    |    |    |    |
| 日  | 月 | 火 | 水 | 木 | 金 | 土 |
|     |    | 1  | 2  | 3  | 4  | 5  |
| 6   | 7  | 8  | 9  | 10 | 11 | 12 |
| 13  | 14 | 15 | 16 | 17 | 18 | 19 |
| 20  | 21 | 22 | 23 | 24 | 25 | 26 |
| 27  | 28 | 29 | 30 |    |    |    |
|     |    |    |    |    |    |    |

| 10月 |    |    |    |    |    |    |
| 日   | 月 | 火 | 水 | 木 | 金 | 土 |
|      |    |    |    | 1  | 2  | 3  |
| 4    | 5  | 6  | 7  | 8  | 9  | 10 |
| 11   | 12 | 13 | 14 | 15 | 16 | 17 |
| 18   | 19 | 20 | 21 | 22 | 23 | 24 |
| 25   | 26 | 27 | 28 | 29 | 30 | 31 |
|      |    |    |    |    |    |    |

| 11月 |    |    |    |    |    |    |
| 日   | 月 | 火 | 水 | 木 | 金 | 土 |
| 1    | 2  | 3  | 4  | 5  | 6  | 7  |
| 8    | 9  | 10 | 11 | 12 | 13 | 14 |
| 15   | 16 | 17 | 18 | 19 | 20 | 21 |
| 22   | 23 | 24 | 25 | 26 | 27 | 28 |
| 29   | 30 |    |    |    |    |    |
|      |    |    |    |    |    |    |

| 12月 |    |    |    |    |    |    |
| 日   | 月 | 火 | 水 | 木 | 金 | 土 |
|      |    | 1  | 2  | 3  | 4  | 5  |
| 6    | 7  | 8  | 9  | 10 | 11 | 12 |
| 13   | 14 | 15 | 16 | 17 | 18 | 19 |
| 20   | 21 | 22 | 23 | 24 | 25 | 26 |
| 27   | 28 | 29 | 30 | 31 |    |    |
|      |    |    |    |    |    |    |

## できごと

### 1月
- 1月1日
  - 塩通帳配給・ガス使用量割当制実施
  - 円建公定制実施（為替相場のドル基準廃止）
  - ワシントンD.C.で連合国共同宣言調印（枢軸国との単独不講和を確認）
- 1月2日 - 日本軍がマニラを占領
- 1月3日 - 神風号で亜欧連絡飛行を達成した飯沼正明飛行士がマレーで戦死（と発表）
- 1月8日
  - 英米軍がタイ王国の都市攻撃を開始
  - 第1回大詔奉戴日
- 1月10日 - 大日本映画（後の大映）設立（日活・新興キネマ・大都映画が合併）
- 1月11日 - 日本軍がセレベス島に上陸
- 1月18日 - ベルリンで日独伊軍事協定調印（米国西海岸を日本、米国東海岸を独伊の作戦地域と決定）
- 1月19日 - ファン・イムホフ号事件
- 1月20日 - 独首脳が欧州ユダヤ人の殺害を決定（ヴァンゼー会議）
- 1月23日 - 日本軍がラバウルに上陸
- 1月25日 - タイ王国が英米に対して宣戦布告

### 2月
- 2月1日 - 毛沢東が「文化人の問題、我々の立場の問題、それらの学習の問題を解決しなければならない」と談話、中国共産党で整風運動がはじまる。
- 2月4日
  - ジャワ沖海戦
  - 英軍がカイロ王宮を包囲
- 2月9日 - 日本軍がシンガポールに上陸（シンガポールの戦い）
- 2月14日 - パレンバンに日本軍落下傘部隊降下
- 2月15日 - 日本軍がシンガポールを陥落させる。
- 2月16日 - シンガポール陥落記念「国防献金附郵便切手」売出し
- 2月19日 - カナダにて演習『もしもの日』が実施される。
- 2月19日 - ルーズベルト米大統領が大統領令9066号に署名。(日系人の強制収容)
- 2月20日 - バリ島沖海戦
- 2月25日 - ロサンゼルスの戦い
- 2月27日 - スラバヤ沖海戦 （〜2月28日）

### 3月
- 3月1日
  - バタビア沖海戦
  - 日本軍がジャワに上陸
- 3月5日 - 東京に初の空襲警報発令
- 3月6日 - 海軍省が特殊潜行艇で真珠湾に突入・戦死した9名を「九軍神」として発表
- 3月8日
  - 日本軍がラングーンを占領
  - 日本軍がニューギニアのラエ・サラモアに上陸
- 3月9日
  - ジャワの連合軍が降伏（蘭印軍9万3千人、英米豪軍5千人）
  - スカルノが民衆総力結集運動を開始
- 3月12日 - マッカーサーがフィリピンからオーストラリアに脱出
- 3月14日 - 鉄道技術研究所設立
- 3月22日 - 第2次シルテ湾海戦
- 3月23日 -日本とバチカンが国交を樹立する[1]。
- 3月28日 - 英空軍がリューベックを大空襲

### 4月
- 4月1日 - 
  - 帝国石油設立（日本石油の鉱業部門が分離）
  - 食糧管理法の施行に伴い米穀配給通帳、外食券食堂制度が発足。コメが事実上配給制となった。
  - 台湾で陸軍特別志願兵制度（中国語版）を実施。
- 4月9日 - フィリピン・バターン半島の米軍が降伏。捕虜となった米兵・フィリピン兵を長距離で徒歩移動させ多くの犠牲者が出る。（バターン死の行進）
- 4月10日 - 広島電鉄設立。
- 4月18日 - 空母発進の米陸軍機16機が東京・名古屋・神戸などを初空襲（ドーリットル空襲）
- 4月19日 - ベルリンでベルリン・フィルハーモニー管弦楽団による翌日のアドルフ・ヒトラーの誕生日祝いの第九演奏会が行われる。主催者をゲッベルス、指揮者をフルトヴェングラーが務めた。日本にも影響を与えた。
- 4月30日 - 第21回衆議院議員総選挙（翼賛選挙）

### 5月
- 5月1日 - 日本軍がビルマのマンダレーを占領
- 5月5日
  - 大本営がミッドウェー島・アリューシャン西部の攻略を命令
  - 英軍がマダガスカルに上陸（マダガスカルの戦い）
- 5月7日
  - コレヒドール島の米軍が降伏（日本軍が東南アジア全域を制覇）
  - 珊瑚海海戦（〜5月8日）
- 5月10日 - 大阪市営地下鉄四つ橋線の大国町駅 - 花園町駅間が開業。
- 5月15日 - 興亜工業大学（現千葉工業大学）開校
- 5月17日 - 井の頭自然文化園開園（日本初の放飼い動物園）
- 5月22日 - 飛行第64戦隊の加藤建夫中佐戦死（後に軍神とされる）
- 5月24日 - フライシャー・スタジオがパラマウント映画に買収される形で倒産。翌日にパラマウントがフェイマス・スタジオを設立。
- 5月25日 - 第80臨時議会召集
- 5月26日 - 日本文学報国会結成（文藝家協会解散）
- 5月27日 - プラハでラインハルト・ハイドリヒがイギリスの支援下にあった暗殺部隊の襲撃を受ける。ハイドリヒは6月4日に没する。（エンスラポイド作戦）
- 5月28日 - メキシコが枢軸国に対して宣戦布告
- 5月30日 - 英空軍がケルン爆撃を実施

### 6月
- 6月5日 - ミッドウェー海戦（ - 6月7日）
- 6月10日 - ナチス・ドイツがハイドリヒ暗殺の報復としてチェコのリディツェで住民を虐殺。
- 6月14日 - アムステルダムの隠れ家でアンネ・フランクが日記を付け始める（アンネの日記）。
- 6月24日 - ナチス・ドイツがハイドリヒ暗殺の報復としてチェコのレジャーキで住民を虐殺。
- 6月26日 - 日本のホーリネス教会の聖職者96名が逮捕。（ホーリネス弾圧事件）

### 7月
- 7月1日
  - 関門鉄道トンネル開業（貨物列車のみ）
  - 共栄火災海上保険設立
- 7月12日 - 朝日新聞社がこの年の全国中等学校優勝野球大会の中止を発表
- 7月16日 - ホロコースト: ナチス・ドイツ占領下のフランスでユダヤ人1万3千人が一斉に検挙。（ヴェロドローム・ディヴェール大量検挙事件）
- 三好達治 戦争詩集『捷報いたる』

### 8月
- 8月5日 - 武蔵 (戦艦)就役
- 8月7日 - アメリカ軍、ガダルカナル島に上陸。
- 8月9日 - 第一次ソロモン海戦
- 8月10日 - 西日本新聞発刊（福岡日日新聞と九州日報が新聞統制により合同）
- 8月13日 - 米国でマンハッタン計画開始
- 8月23日 - 甲子園球場で文部省主催による全国中等学校野球大会開幕（1942年の全国中等学校野球大会）
- 8月24日 - 第二次ソロモン海戦

### 9月
- 9月1日
  - 大東亜省設置を決定。東郷茂徳外相が反対して辞任
  - 中部日本新聞（後の中日新聞）創刊（新愛知と名古屋新聞が新聞統制により合同）
- 9月19日 - 九州電気軌道、九州鉄道、博多湾鉄道汽船、福博電車、筑前参宮鉄道の5社が合併して西日本鉄道（西鉄）を設立（存続法人は九州電気軌道）。
- 9月30日 - 東京新聞創刊（都新聞と國民新聞が新聞統制により合同）

### 10月
- 10月2日 - 滋賀無尽（後のびわこ銀行）設立
- 10月11日 - 国鉄の時刻表が24時間制に変更
- 10月26日 - 南太平洋海戦

### 11月
- 11月1日
  - 大東亜省開庁。拓務省、興亜院など29局13部を廃止、官吏17万人を削減。
  - 予科練制服に「七つボタン」採用
  - 産業経済新聞（後の産経新聞）創刊（日本工業新聞と愛知県以西の産業経済専門紙数社が新聞統制により合同）
- 11月4日 - 名物菓子保存のため特級店に例外公価設定（榮太樓・風月堂・虎屋他）
- 11月8日 - 連合国軍が北アフリカ上陸作戦を開始（トーチ作戦）
- 11月9日 - 仏ヴィシー政権が北アフリカ上陸作戦に抗議し対米国交断絶
- 11月10日 - フランソワ・ダルランヴィシーフランス軍総司令官が、フランス領アルジェリアのヴィシー政府軍と連合軍の休戦協定を結ぶ。
- 11月11日 - 独軍がヴィシー政権統治下のフランス本土を占領（アントン作戦）
- 11月12日 - 第三次ソロモン海戦（〜11月15日）
- 11月15日 - 関門鉄道トンネルの旅客営業開始。ダイヤ改正も同時実施。
- 11月20日 - 日本文学報国会が「愛国百人一首」を発表
- 11月22日 - 独軍がスターリングラードでソ連軍に包囲される（スターリングラード攻防戦）

### 12月
- 12月1日 - 静岡新聞創刊（静岡県の新聞数紙が新聞統制により合同）
- 12月2日 - 米国シカゴ大学でウラン核分裂連鎖反応に成功
- 12月7日 - フランソワ・ダルラン大将がアフリカにおけるフランス国家元首兼北フランスにおける陸海空軍部隊総司令官兼北アフリカ総督に就任する。
- 12月8日 - ニューギニアのバサブア島で日本軍兵800人玉砕
- 12月18日天龍 軽巡洋艦 戦没
- 12月20日 - 汪兆銘南京政府主席来日
- 12月21日 - 丸の内・銀座で有線放送を実施
- 12月24日
  - 第81議会召集
  - ダルラン大将が暗殺される。
  - 帝国水産統制（後のニチレイ）設立（日本水産から独立）
- 12月26日 - 三井船舶（後の商船三井）設立（三井物産船舶部が独立）
- 12月31日 - 大本営がガダルカナル島撤退を決定

### 日付不詳
- 日本最古の宅配便（にあたる）とされている1927年鉄道省と運送業者が始めた集荷・配達を行う特別小口扱（宅扱）がこの年廃止される

## 芸術・文化・ファッション
- 1942年のスポーツ
  - 大相撲（幕内最高優勝）
    - 春場所 双葉山定次
    - 夏場所 双葉山定次

  - プロ野球
    - 5月24日大洋軍対名古屋軍戦（於：後楽園球場）、世界最長となる延長28回の試合。両先発野口二郎・西沢道夫は共に完投。
- 1942年の文学
  - 芥川賞
    - 第15回（1942年上半期） - 該当作品なし
    - 第16回（1942年下半期） - 倉光俊夫 『連絡員』

  - 直木賞
    - 第15回（1942年上半期） - 該当作品なし
    - 第16回（1942年下半期） - 田岡典夫『強情いちご』その他、神崎武雄『寛容』その他
- 1942年の音楽
  - 3月5日 - ショスタコーヴィチの交響曲第7番「レニングラード」初演
- 1942年の映画
  - ハワイ・マレー沖海戦（日）
  - 翼の凱歌（日）
  - 偉大なるアンバーソン家の人々（米）
  - カサブランカ（米）
  - パームビーチ・ストーリー（結婚五年目）（米）
  - バンビ（米）
  - ヤンキー・ドゥードゥル・ダンディ（米）
  - ラテン・アメリカの旅（米）

## 誕生

### 1月
- 1月1日 - 淡路剛久、法学者
- 1月1日 - 永易将之、元プロ野球選手（+ 2003年）
- 1月1日 - 板東里視、元プロ野球選手（+ 1999年）
- 1月1日 - 滝川博己、元プロ野球選手
- 1月3日 - 佐藤信夫、フィギュアスケート
- 1月5日 - マウリツィオ・ポリーニ、ピアニスト（+ 2024年）
- 1月7日 - ジム・ラフィーバー、元プロ野球選手
- 1月7日 - 大久保計雄、プロ野球選手
- 1月8日 - 角川春樹、角川書店元社長・俳人
- 1月8日 - 小泉純一郎[2]、第87 - 89代内閣総理大臣
- 1月8日 - スティーヴン・ホーキング、理論物理学者（+ 2018年）
- 1月8日 - 落合信彦、ジャーナリスト
- 1月8日 - 真屋順子、女優（+ 2017年）
- 1月10日 - 小松政夫、コメディアン、タレント、俳優 （+ 2020年）
- 1月10日 - 嵐山光三郎、編集者、作家、エッセイスト
- 1月12日 - ミシェル・マイヨール、天文学者
- 1月13日 - 志賀勝、俳優、歌手（+ 2020年[3]）
- 1月15日 - 岡本おさみ、作詞家（+ 2015年[4]）
- 1月16日 - 安藤英志、プロ野球選手
- 1月16日 - 高山正行、日本最初のプロ和太鼓奏者、王将太鼓
- 1月16日 - バーバラ・リン、アメリカ合衆国のR&Bギタリスト、歌手
- 1月17日 - モハメド・アリ、元プロボクサー（+ 2016年）
- 1月17日 - ウルフ・ヘルシャー、ヴァイオリニスト
- 1月24日 - 重久剛一、俳優
- 1月24日 - 大林丈史、俳優
- 1月25日 - エウゼビオ、元サッカー選手（+ 2014年）
- 1月27日 - 手塚しげお、歌手、俳優（+ 2004年）
- 1月27日 - 本庶佑、医学者
- 1月27日 - 浅川マキ、歌手（+ 2010年）
- 1月28日 - 福留功男、アナウンサー
- 1月28日 - ショーケ・ディクストラ、フィギュアスケート選手（+ 2024年）
- 1月28日 - ハンス＝ユルゲン・ボイムラー、フィギュアスケート選手
- 1月31日 - 東野英心、俳優（+ 2000年）

### 2月
- 2月1日 - 今井通子、登山家
- 2月3日 - エディナ・ポップ、ジンギスカンメンバー
- 2月3日 - 田中聡子、元水泳選手、コーチ
- 2月3日 - エフゲニー・シャポシニコフ、軍人、政治家（+ 2020年）
- 2月5日 - 涌井洋治、大蔵官僚、JT会長
- 2月5日 - ロジャー・ストーバック、元アメリカンフットボール選手
- 2月6日 - ヘンリー・ペトロスキー、工学者、著述家（+ 2023年）
- 2月9日 - キャロル・キング、ミュージシャン
- 2月10日 - 坂田晃一、作曲家
- 2月10日 - ローレンス・ウェイナー、コンセプチュアル・アーティスト（+ 2021年）
- 2月11日 - 伊藤博文、プロ野球選手
- 2月12日 - エフード・バラック、イスラエルの政治家、第14代首相
- 2月13日 - 渡辺捷昭、実業家
- 2月12日 - パット・ドブソン、メジャーリーガー（+ 2006年）
- 2月14日 - 林与一、俳優
- 2月14日 - マイケル・ブルームバーグ、実業家、第108代ニューヨーク市長
- 2月15日 - 近藤正臣、俳優
- 2月16日 - 金正日、朝鮮民主主義人民共和国（北朝鮮）国防委員長、朝鮮労働党総書記、CIAブラックリスト（+ 2011年）
- 2月17日 - 坂口征二、元プロレスラー・柔道家
- 2月18日 - 江刺昭子、評伝作家、ノンフィクション作家、女性史研究者、フェミニスト
- 2月22日 - 加納典明、写真家
- 2月23日 - 的川泰宣、宇宙工学者
- 2月24日 - 小川哲哉、アナウンサー
- 2月26日 - 山下洋輔、ミュージシャン
- 2月28日 - ディノ・ゾフ、元サッカー選手、サッカー指導者

### 3月
- 3月2日 - ジョン・アーヴィング、作家
- 3月2日 - 末次利光、元プロ野球選手
- 3月2日 - ルー・リード、ミュージシャン（+ 2013年）
- 3月4日 - 皆川隆之、映画監督
- 3月6日 - 戸塚洋二、物理学者（+ 2008年）
- 3月8日 - 布上清香、書家
- 3月8日 - アン・パッカー、陸上競技選手
- 3月8日 - ディック・アレン、メジャーリーガー（+ 2020年）
- 3月9日 - バート・キャンパネリス、元メジャーリーガー
- 3月9日 - ジョン・ケイル、ミュージシャン
- 3月10日 - 藤嶋昭、化学者
- 3月13日 - 児玉弘義、元プロ野球選手（+ 2009年）
- 3月15日 - 朝コータロー、歌手、ナレーター
- 3月16日 - ジィズ・ヴァン・レネップ、元レーシングドライバー
- 3月17日 - 山本陽子、女優（+ 2024年）
- 3月20日 - 上岡龍太郎、元タレント（+ 2023年）
- 3月23日 - 森山加代子、歌手
- 3月24日 - 大熊伸行、プロ野球選手（+ 2011年）
- 3月25日 - 李麗仙、女優（+ 2021年）
- 3月26日 - 岸千恵子、民謡歌手（+ 2011年）
- 3月28日 - 北の富士勝昭、大相撲第52代横綱、相撲解説者（+ 2024年）
- 3月28日 - 松井昌雄、ニューヨーク・ヤンキース、松井秀喜の父
- 3月29日 - 緒方賢一、声優
- 3月29日 - 嵯峨野昇、プロ野球選手（+ 2010年）
- 3月30日 - 千原陽三郎、元プロ野球選手
- 3月30日 - 大和田稔、元騎手、調教師
- 3月31日 - 鈴木良武、アニメ原作者、脚本家

### 4月
- 4月1日 - サミュエル・R・ディレイニー、SF作家
- 4月2日 - レオン・ラッセル、ミュージシャン（+ 2016年）
- 4月3日 - 鴨武彦、国際政治学者（+ 1996年）
- 4月3日 - 宮本洋二郎、プロ野球選手
- 4月6日 - 上月晃、女優・歌手（+ 1999年）
- 4月7日 - 才所俊郎、プロ野球選手
- 4月8日 - 高山勲、プロ野球選手（+ 1978年）
- 4月8日 - 窪詔之、アニメーター
- 4月10日 - 高松和夫、政治家
- 4月12日 - カルロス・ロイテマン、元F1レーサー（+ 2021年）
- 4月13日 - 森本潔、元プロ野球選手
- 4月15日 - 十田敬三、歌手
- 4月15日 - 篠原勝之、芸術家・タレント
- 4月16日 - フランク・ウィリアムズ、ウイリアムズ創設者（+ 2021年）
- 4月16日 - 石田二宣、プロ野球選手
- 4月17日 - 高嶋秀武、フリーアナウンサー
- 4月17日 - 大泉逸郎、演歌歌手
- 4月17日 - カティア・クラフト、火山学者（クラフト夫妻）（+ 1991年）
- 4月17日 - 関文彦、実業家・関家具創業者
- 4月18日 - ヨッヘン・リント、F1レーサー（+ 1970年）
- 4月18日 - 橋野昭南、元プロ野球選手
- 4月18日 - 池坊保子、政治家・華道家
- 4月18日 - 小松時男、プロ野球選手
- 4月21日 - 唐崎信男、元プロ野球選手
- 4月24日 - バーブラ・ストライサンド、歌手・女優
- 4月24日 - 井上修、プロ野球選手
- 4月24日 - 大崎隆雄、プロ野球選手
- 4月25日 - 外村彰、物理学者（+ 2012年）
- 4月26日 - 青山勝巳、プロ野球選手
- 4月29日 - 江藤省三、元プロ野球選手
- 4月30日 - 荒川巌、プロ野球選手

### 5月
- 5月1日 - 金本秀夫、元プロ野球選手
- 5月2日 - ジャック・ロゲ、国際オリンピック委員会（IOC）第8代会長（+ 2021年）
- 5月3日 - ベラ・チャスラフスカ、チェコの元体操選手（+ 2016年[5]）
- 5月4日 - 永淵洋三、元プロ野球選手
- 5月5日 - 地井武男[6]、俳優（+ 2012年）
- 5月5日 - 船田和英、元プロ野球選手（+ 1992年）
- 5月5日 - 嶌信彦、ジャーナリスト
- 5月6日 - 林海峰、囲碁棋士
- 5月11日 - 山東昭子、政治家・元女優
- 5月12日 - アルト・ノラス、チェリスト
- 5月14日 - 伊藤勲、元プロ野球選手・野球指導者（+ 2007年）
- 5月14日 - トニー・ペレス、元メジャーリーガー
- 5月16日 - 宋楚瑜、台湾・親民党主席
- 5月16日 - ささきいさお、アニメソング歌手・俳優・声優
- 5月17日 - 野澤宏、富士ソフト創業者
- 5月18日 - 田口昻、声優（+ 2016年）
- 5月19日 - ゲイリー・キルドール、デジタルリサーチ社創業者（+ 1994年）
- 5月20日 - カルロス・ハスコック、アメリカ合衆国の軍人、狙撃手（+ 1999年）
- 5月24日 - 小沢一郎、政治家
- 5月27日 - 岩沙弘道、三井不動産社長
- 5月27日 - 西川太一郎、政治家
- 5月29日 - 北野大、ビートたけしの実兄・工学博士
- 5月29日 - 高橋明、元プロ野球選手（+ 2006年）
- 5月30日 - 岡迫亘弘、アニメーター

### 6月
- 6月3日 - 合田栄蔵、元プロ野球選手
- 6月3日 - カーティス・メイフィールド、ミュージシャン（+ 1999年）
- 6月5日 - テオドロ・オビアン・ンゲマ、赤道ギニア第2代大統領
- 6月5日 - 桂邦彦、テレビプロデューサー、演出家
- 6月6日 - 那須正幹、児童文学作家（+ 2021年）
- 6月7日 - 辻野欣也、プロ野球選手
- 6月15日 - 舞原俊憲、天文学者
- 6月17日 - 篠田荘平、プロ野球選手（+ 2004年）
- 6月18日 - ポール・マッカートニー、ミュージシャン・ビートルズのメンバー
- 6月18日 - タボ・ムベキ、南アフリカ共和国大統領
- 6月18日 - 辻恭彦、元プロ野球選手
- 6月20日 - ブライアン・ウィルソン、ミュージシャン・ビーチ・ボーイズのメンバー（+ 2025年）
- 6月20日 - ダン・スペルベル、人類学者・言語学者・認知科学者
- 6月21日 - 柘植久慶、作家・軍事評論家・謎の人物
- 6月22日 - 高橋紀世子、政治家（+ 2020年）
- 6月24日 - 赤岡功、経営学者
- 6月26日 - ジルベルト・ジル、ミュージシャン・政治家
- 6月26日 - 三好守、プロ野球選手（+ 2010年）
- 6月27日 - ブルース・ジョンストン、ミュージシャン・ビーチ・ボーイズのメンバー
- 6月27日 - フランク・ミルズ、ピアニスト・作曲家・編曲家・指揮者・音楽プロデューサー
- 6月28日 - 土井正三、元プロ野球選手（+ 2009年）
- 6月28日 - 中村豪、高校野球指導者

### 7月
- 7月1日 - 小橋優、元プロ野球選手
- 7月2日 - ビセンテ・フォックス・ケサーダ、第63代メキシコ大統領
- 7月2日 - 大山泰彦、空手家・国際大山空手道連盟最高師範
- 7月4日 - フロイド・リトル、アメリカンフットボール選手（+ 2021年）
- 7月5日 - マティアス・バーメルト、指揮者・作曲家
- 7月5日 - 小泉恒美、プロ野球選手（+ 1990年）
- 7月8日 - 三枝成彰、作曲家
- 7月8日 - 甲にしき、東京宝塚劇場支配人・女優
- 7月9日 - 松山英太郎、俳優（+ 1991年）
- 7月10日 - ロニー・ジェイムス・ディオ、ミュージシャン（+ 2010年）
- 7月12日 - 木原義隆、元プロ野球選手
- 7月13日 - ハリソン・フォード、俳優
- 7月13日 - 渡辺泰輔、元プロ野球選手（+ 2023年）
- 7月13日 - ロジャー・マッギン、ミュージシャン
- 7月13日 - 小野坂清、プロ野球選手（+ 2012年）
- 7月15日 - ミル・マスカラス、メキシコのプロレスラー
- 7月16日 - 磯部琇三、天文学者（+ 2006年）
- 7月16日 - 浮谷東次郎、レーサー（+ 1965年）
- 7月16日 - 山口富士雄、元プロ野球選手
- 7月16日 - マーガレット・スミス・コート、プロテニスプレイヤー
- 7月22日 - 安西水丸、イラストレーター・漫画家（+ 2014年）
- 7月23日 - 松方弘樹、俳優（+ 2017年）
- 7月23日 - 横山小次郎、元プロ野球選手
- 7月27日 - デニス・ラルストン、テニス選手（+ 2020年）
- 7月31日 - 石立鉄男、俳優（+ 2007年）

### 8月
- 8月1日 - 小野武彦、俳優
- 8月1日 - アンドレ・ギャニオン、作曲家・ピアニスト
- 8月2日 - パトリック・アディアート、ダンサー、俳優(+ 2025年)
- 8月4日 - 岩本泰英、プロ野球選手
- 8月6日 - 山本公士、元プロ野球選手（+ 2023年）
- 8月7日 - トビン・ベル、俳優
- 8月7日 - B・J・トーマス、歌手（+ 2021年）
- 8月7日 - カエターノ・ヴェローゾ、ミュージシャン
- 8月7日  - マサ斎藤、プロレスラー、解説者、選手アドバイザー（+ 2018年[7][8]）
- 8月8日 - 平井誠一、プロ野球選手
- 8月11日 - 中尾彬、俳優・タレント（+ 2024年）
- 8月14日 - 久代義明、元プロ野球選手
- 8月18日 - 長幡忠夫、プロ野球選手
- 8月19日 - 松本白鸚 (2代目)、歌舞伎役者
- 8月19日 - フレッド・ダルトン・トンプソン、弁護士・ロビイスト・俳優（+ 2015年）
- 8月20日 - 山田忠男、プロ野球選手（+ 1999年）
- 8月20日 - アイザック・ヘイズ、ミュージシャン・俳優（+ 2008年）
- 8月20日 - ベルント・カンネンベルク、陸上競技選手（+ 2021年）
- 8月21日 - 生沢徹、元レーシングドライバー・実業家
- 8月21日 - きくち英一、俳優・スーツアクター
- 8月25日 - 井上勝巳、プロ野球選手
- 8月29日 - 谷岡ヤスジ、漫画家（+ 1999年）
- 8月31日 - 青木功、プロゴルファー

### 9月
- 9月3日 - 林裕章、吉本興業会長（+ 2005年）
- 9月3日 - アル・ジャーディン、ミュージシャン・ビーチ・ボーイズのメンバー
- 9月3日 - 宮原秀明、元プロ野球選手（+ 1994年）
- 9月3日 - マイケル・ホイ、香港の喜劇役者・映画監督
- 9月5日 - 井石礼司、元プロ野球選手
- 9月6日 - 石山建一、元野球選手
- 9月13日 - 福浦健次、元プロ野球選手
- 9月13日 - 寺岡孝、元プロ野球選手（+ 2011年）
- 9月14日 - 茅島成美、女優
- 9月15日 - 温家宝、政治家、第6代国務院総理
- 9月21日 - サム・マクダウェル、メジャーリーガー
- 9月22日 - デビッド・スターン、NBAのコミッショナー（+ 2020年）
- 9月23日 - 村上克司、日本の玩具工業デザイナー
- 9月25日 - 中山仁、俳優（+ 2019年）
- 9月25日 - ジョン・テイラー、ピアニスト・作曲家（+ 2015年）
- 9月25日 - アンリ・ペスカロロ、元レーシングドライバー
- 9月27日 - 池田勝、声優・俳優
- 9月27日 - 岡崎稔、アニメーション監督
- 9月28日 - 石谷訓啓、プロ野球選手
- 9月29日 - ジャン＝リュック・ポンティ、ヴァイオリニスト

### 10月
- 10月1日 - 安東功、プロ野球選手
- 10月2日 - 尾上菊五郎、歌舞伎役者
- 10月4日 - 梅原稜子、作家
- 10月11日 - 川久保玲、ファッションデザイナー
- 10月12日 - 中山律子、元プロボウラー
- 10月15日 - 江波杏子、女優（+ 2018年[9]）
- 10月15日 - 近藤重雄、プロ野球選手
- 10月19日 - ジム・ロジャーズ、世界三大投資家
- 10月23日 - 尾藤公、高校野球指導者（+ 2011年）
- 10月23日 - マイケル・クライトン、小説家・映画監督（+ 2008年）
- 10月25日 - 日野皓正、トランペット奏者
- 10月26日 - ミルトン・ナシメント、ミュージシャン
- 10月29日 - 浜畑賢吉、俳優 （+ 2024年）
- 10月29日 - ボブ・ロス、画家（+ 1995年）
- 10月31日 - デーブ・マクナリー、メジャーリーガー（+ 2002年）

### 11月
- 11月5日 - リッチー・シェーン、元プロ野球選手（+2021年）
- 11月5日 - 岡田幸喜、プロ野球選手
- 11月6日 - 竹口安芸子、声優
- 11月7日 - 寺田農、俳優 （+2024年）
- 11月7日 - チャーリー浜、コメディアン（+2021年）
- 11月10日 - 河村建夫、政治家
- 11月14日 - ナターリヤ・グートマン、チェリスト
- 11月15日 - ダニエル・バレンボイム、ピアニスト・指揮者
- 11月16日 - マリア・ジェリネク、フィギュアスケート選手
- 11月16日 - 東門美津子、政治家
- 11月17日 - マーティン・スコセッシ、映画監督・脚本家
- 11月19日 - カルヴァン・クライン、ファッションデザイナー
- 11月20日 - ジョー・バイデン、第46代アメリカ合衆国大統領
- 11月23日 - 十朱幸代、女優
- 11月26日 - 佐藤進、元プロ野球選手
- 11月27日 - ジミ・ヘンドリックス、ロック・ミュージシャン（+ 1970年）
- 11月29日 - 高橋長英、俳優
- 11月30日 - 高梨英夫、野球選手（+ 2018年[10]）

### 12月
- 12月1日 - 水原英子、舞台女優（+ 2008年）
- 12月1日 - 北川イッセイ、政治家（+ 2021年）
- 12月3日 - 下河辺晴三、音楽プロデューサー
- 12月3日 - 越智靖朗、プロ野球選手
- 12月4日 - 阿部雄厚、プロ野球選手
- 12月6日 - ペーター・ハントケ、作家
- 12月6日 - 斎藤功、地理学者（+ 2014年）[11]
- 12月7日 - アレックス・ジョンソン、プロ野球選手（+ 2015年）
- 12月8日 - 巴菁子、声優
- 12月8日 - 徳久利明、プロ野球選手（+ 1998年）
- 12月14日 - レックス・トンプソン、元子役
- 12月15日 - 出門英、歌手（ヒデとロザンナ）（+ 1990年）
- 12月18日 - 市田忠義、政治家
- 12月19日 - ロジャー・ウッドワード、ピアニスト
- 12月19日 - 吉井英勝、政治家
- 12月20日 - 岩尾正隆、俳優
- 12月20日 - 島宏、映画監督（+ 2013年）
- 12月21日 - 胡錦濤、元中国共産党中央委員会総書記・中華人民共和国主席
- 12月27日 - ロナルド・ラネカー、言語学者
- 12月31日 - アンディ・サマーズ、ギタリスト

### 誕生日不明
- 安達俊子 - 北星学園余市高校元教諭
- 大原康男 - 歴史学者
- 平山助成 - 平山郁夫美術館館長

## 死去
- 1月1日 - ヤロスラフ・イェジェク、作曲家（* 1906年）
- 1月3日 - 武内桂舟、挿絵画家（* 1861年）
- 1月6日 - アンリ・ド・バイエ＝ラトゥール、国際オリンピック委員会会長（* 1876年）
- 1月12日 - セオドール・アンネマン、奇術師（* 1907年）
- 1月16日 - アーサー・ウィリアム・パトリック、ヴィクトリア英女王の三男（* 1850年）
- 1月16日 - キャロル・ロンバード、女優（* 1908年）
- 1月17日 - ヴァルター・フォン・ライヒェナウ、ドイツ陸軍の元帥（* 1884年）
- 1月19日 - 郷誠之助、実業家（* 1865年）
- 1月19日 - 猪俣津南雄、経済学者（* 1889年）
- 1月19日 - ヴァルター・シュピース、画家（* 1895年）
- 1月22日 - ルイス・サントップ、メジャーリーガー（* 1890年）
- 1月26日 - フェリックス・ハウスドルフ、数学者（* 1869年）
- 2月2日 - ダニイル・ハルムス、詩人・作家（* 1905年）
- 2月5日 - 小川平吉、大正・昭和期の司法大臣・鉄道大臣（* 1870年）
- 2月5日 - 久保為義、映画監督・脚本家（* 1906年）
- 2月7日 - イヴァン・ビリビン、イラストレーター（* 1876年）
- 2月12日 - グラント・ウッド、画家（* 1891年）
- 2月23日 - シュテファン・ツヴァイク、小説家・評論家（* 1881年）
- 2月28日 - カレル・ドールマン、オランダ海軍の少将（* 1889年）
- 3月8日 - ホセ・ラウル・カパブランカ、第3代チェスの公式世界チャンピオン（* 1888年）
- 3月12日 - ヘンリー・ブラッグ、物理学者（* 1862年）
- 3月15日 - アレクサンダー・フォン・ツェムリンスキー、作曲家（* 1871年）
- 3月17日 - 谷豊、「ハリマオ」の異名を持つ盗賊（* 1911年）
- 3月21日 - 河合武雄、俳優（* 1877年）
- 3月22日 - 建畠大夢、彫刻家（* 1880年）
- 4月1日 - 白鳥庫吉、歴史学者（* 1865年）
- 4月15日 - ジョシュア・ピム、テニス選手（* 1869年）
- 4月15日 - ロベルト・ムージル、小説家（* 1880年）
- 4月17日 - ジャン・ペラン、物理学者（* 1870年）
- 4月18日 - ガートルード・ヴァンダービルト・ホイットニー、彫刻家（* 1875年）
- 4月24日 - L・M・モンゴメリ、児童文学者（* 1874年）
- 4月27日 - ハインリヒ・ブルガー、フィギュアスケート選手（* 1881年）
- 4月29日 - エミール・フォン・ザウアー、ピアニスト（* 1862年）
- 5月5日 - 豊國福馬、大相撲の力士（* 1893年）
- 5月7日 - フェリックス・ワインガルトナー、指揮者（* 1863年）
- 5月8日 - 八田與一、技術者（* 1886年）
- 5月11日 - 萩原朔太郎、詩人・作家（*1886年）
- 5月15日 - 佐藤惣之助、詩人・作詞家（* 1890年）
- 5月16日 - 金子堅太郎、政治家（* 1853年）
- 5月16日 - アウグスティナス・ヴォルデマラス、リトアニアの政治家（* 1883年）
- 5月19日 - ジョゼフ・ラーモア、物理学者・数学者（* 1857年）
- 5月20日 - エクトール・ギマール、建築家（* 1867年）
- 5月20日 - ワシーリー・カラファーティ、作曲家（* 1869年）
- 5月25日 - エマーヌエル・フォイアーマン、チェリスト（* 1902年）
- 5月27日 - 陳独秀、中国共産党総書記（* 1879年）
- 5月29日 - 与謝野晶子、作家、歌人、女性解放思想家、フェミニスト（* 1878年）
- 5月29日 - ジョン・バリモア、俳優（* 1882年）
- 6月4日 - ラインハルト・ハイドリヒ、ベーメン・メーレン保護領副総督（* 1904年）
- 6月5日 - 友永丈市、日本海軍の大尉（* 1911年）
- 6月6日 - 山口多聞、日本海軍の中将（* 1892年）
- 6月6日 - 加来止男、日本海軍の少将（* 1893年）
- 7月9日 - エルンスト・ベルンハイム、歴史学者（* 1850年）
- 7月17日 - レオニード・セドネフ、イパチェフ館の囚人（* 1903年）
- 7月20日 - ジェルメーヌ・デュラック、映画監督（* 1882年）
- 7月23日 - アダム・チェルニアコフ、技術者・ワルシャワ・ゲットーユダヤ人評議会議長（* 1880年）
- 8月3日 - リヒャルト・ヴィルシュテッター、化学者（* 1872年）
- 8月4日 - アルベルト・フランケッティ、作曲家（* 1860年）
- 8月6日 - アンナ、5歳まで物置に監禁されていた少女（* 1932年）
- 8月9日 - エーディト・シュタイン、カルメル会修道女（* 1891年）
- 8月23日 - 竹内栖鳳、日本画家（* 1864年）
- 8月25日 - ジョージ (ケント公)、イギリスの王族（* 1902年）
- 8月28日 - ビル・ラリデン、メジャーリーガー（* 1888年）
- 10月11日 - レオニード・ニコラーエフ、ピアニスト・作曲家（* 1878年）
- 10月18日 - ミハイル・ネステロフ、画家（* 1862年）
- 10月20日 - フレデリック・ストック、指揮者（* 1872年）
- 11月1日 - フーゴー・ディストラー、作曲家（* 1908年）
- 11月2日 - 北原白秋、詩人（* 1885年）
- 11月3日 - カール・シュテルンハイム、作家（* 1878年）
- 11月5日 - 清浦奎吾、第23代内閣総理大臣（* 1850年）
- 11月19日 - ブルーノ・シュルツ、小説家・画家（* 1892年）
- 12月4日 - 中島敦、作家（* 1909年）
- 12月6日 - エイモス・ルーシー、メジャーリーガー（* 1871年）
- 12月13日 - 加藤義男、野球選手（* 1920年）
- 12月21日 - フランツ・ボアズ、人類学者（* 1858年）
- 12月22日 - 狩野亨吉、教育者（* 1865年）
- 12月27日 - ウィリアム・G・モーガン、バレーボール考案者（* 1870年）

## ノーベル賞
- 物理学賞 - 該当者なし
- 化学賞 - 該当者なし
- 生理学・医学賞 - 該当者なし
- 文学賞 - 該当者なし
- 平和賞 - 該当者なし